# کلاس درجه یک (سفر)
کلاس درجه یک یا فِرست کلاس (به انگلیسی: First class travel)؛ تجملاتی‌ترین و گران بهاترین رده یا کلاس صندلی‌ها و خدمات مسافرتی در هواپیما، قطار، کشتی مسافربری، اتوبوس یا سایر سامانه‌های ترابری است. در قیاس با کلاس تجاری (بیزینس) و کلاس اقتصادی (اکونومی)، کلاس درجه یک بهترین خدمات و راحت‌ترین محل اقامت را به مسافران ارائه می‌دهد.

## در خطوط هوایی

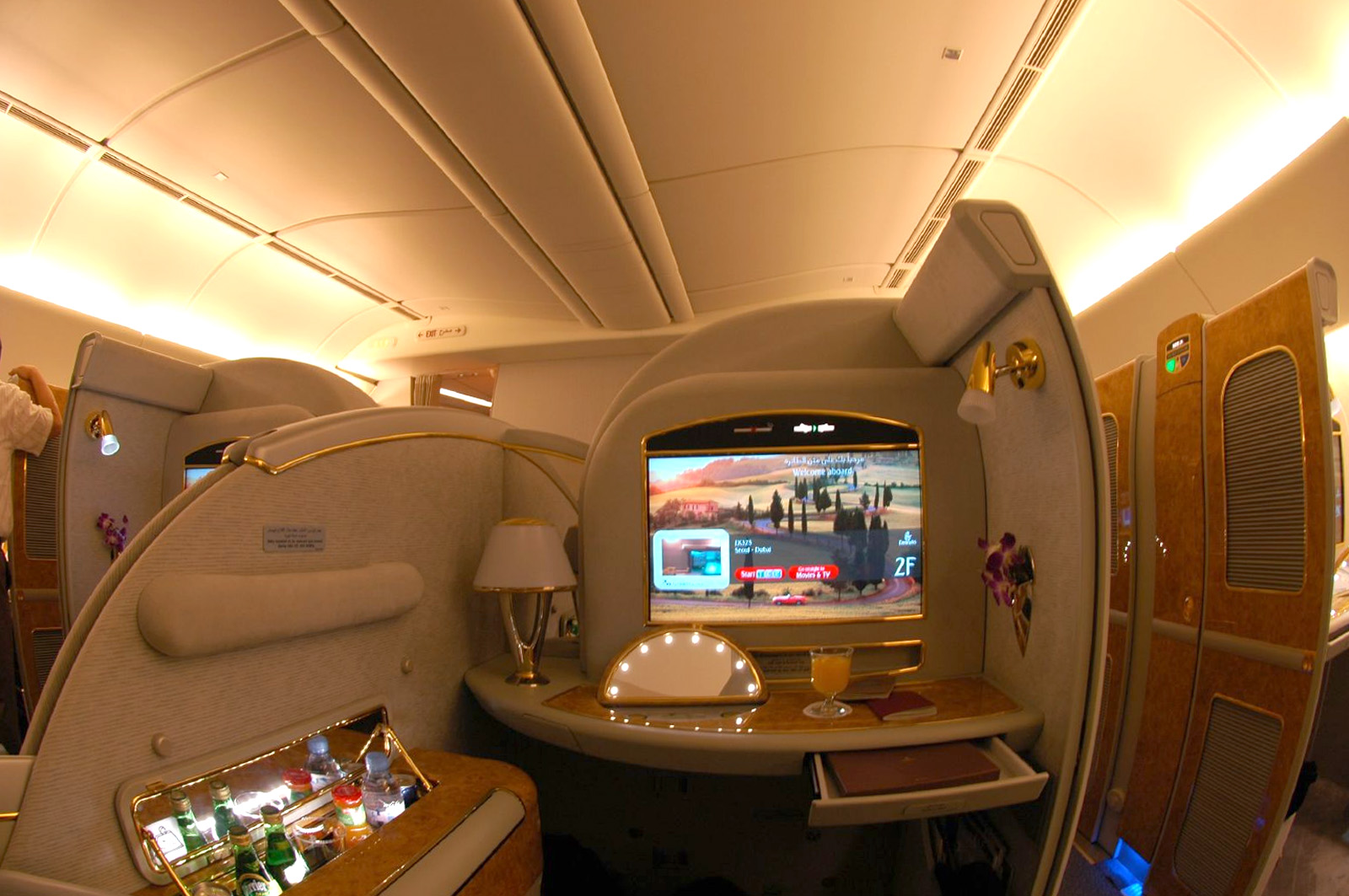
صندلی درجه یک در بوئینگ 777-200LR هواپیمایی امارات

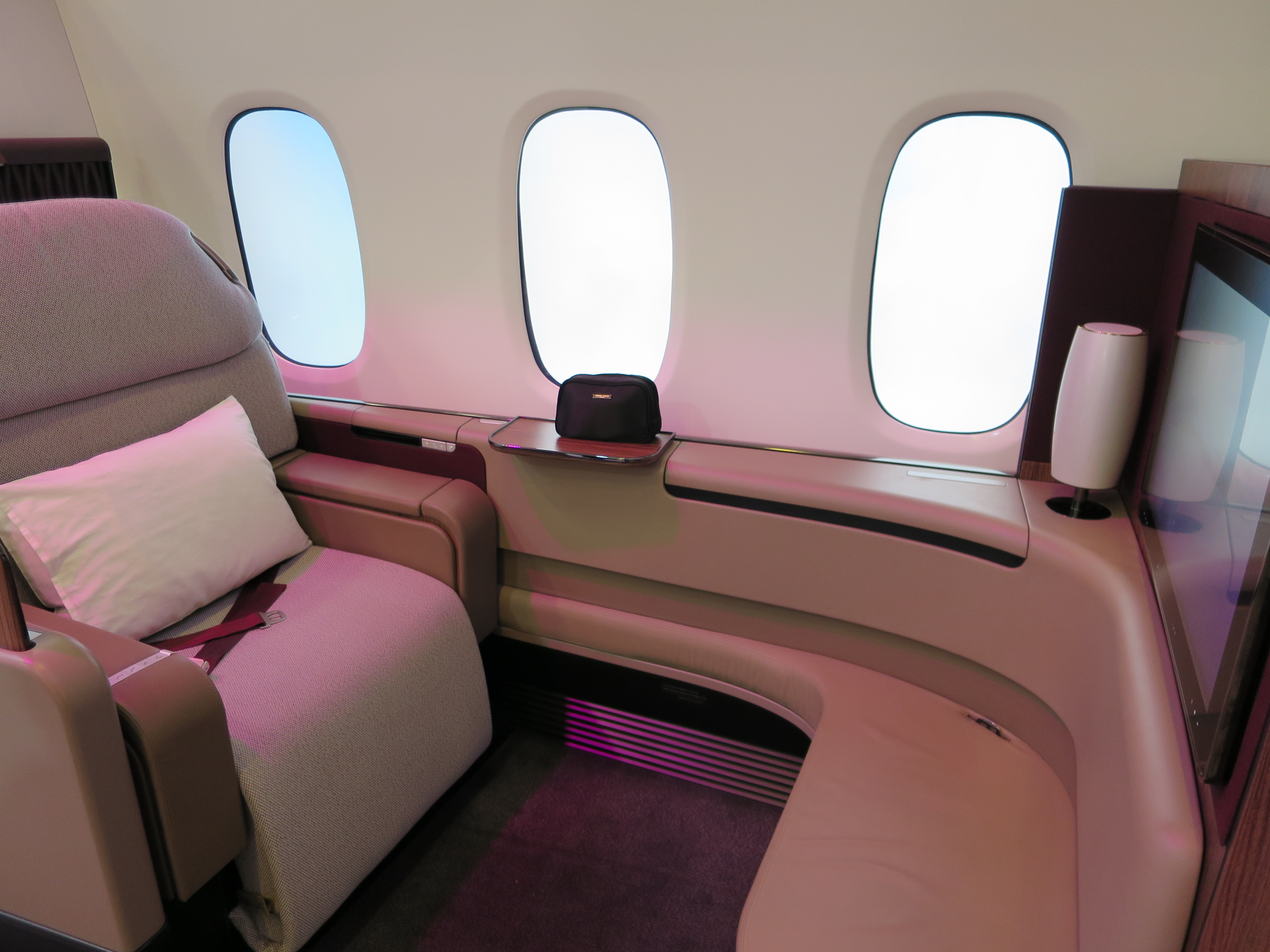
کابین ایرباس A380 درجه یک در هواپیمائی قطر

بخش درجه یک هواپیماها معمولاً در سمت جلوی هواپیما است. بسیاری از خطوط هوایی کلاس درجه یک را به‌طور کلی از پروازهای بین‌المللی خود حذف کرده‌اند و کلاس تجاری را به عنوان بالاترین سطح خدمات بین‌المللی خود ارائه می‌دهند. مسافران کلاس درجه یک معمولاً در حالی که منتظر پرواز خود هستند، اجازه ورود به سالن‌های فرودگاه را دارند.

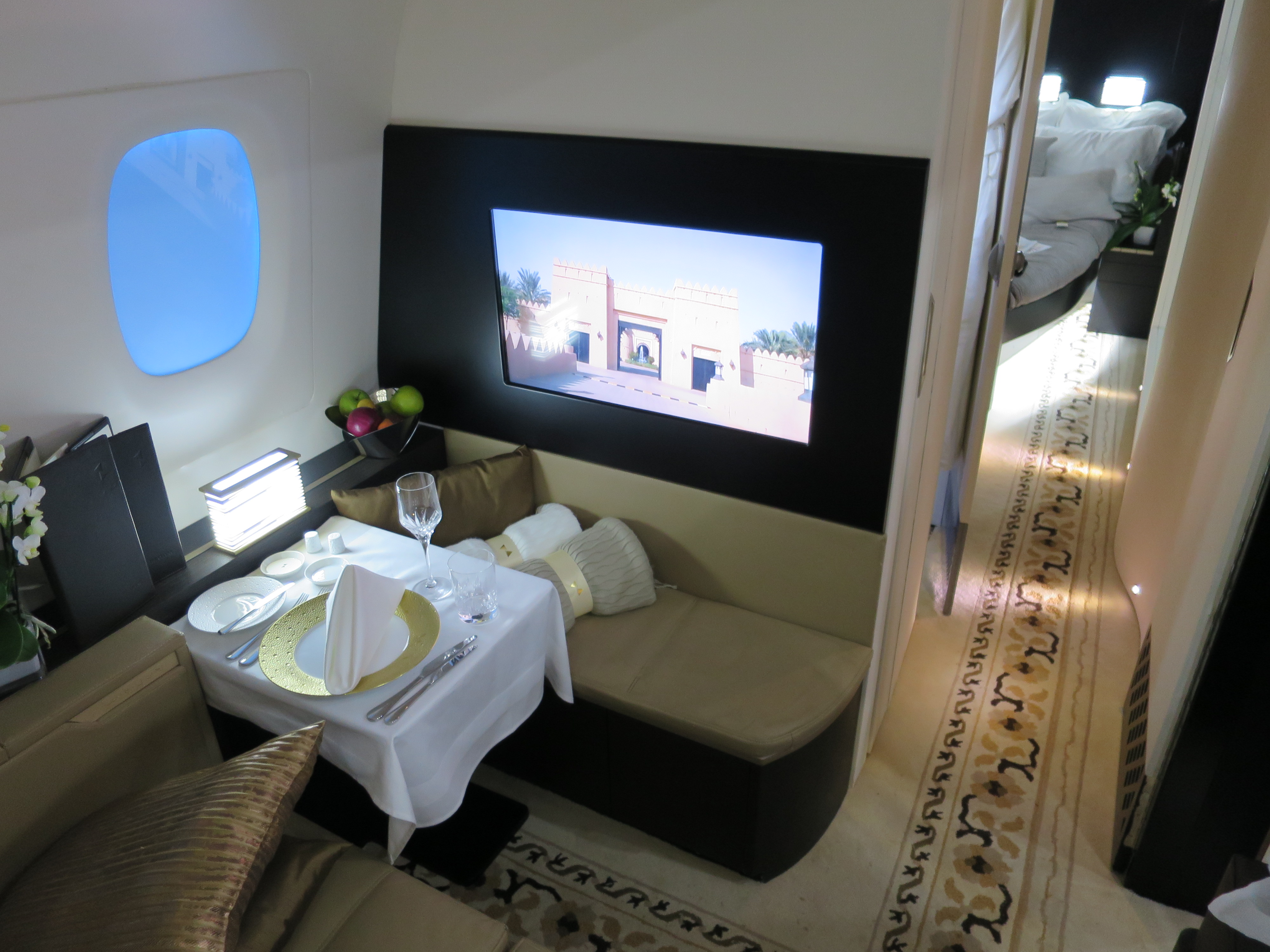
سوئیت "The Residence" .هواپیمایی اتحاد

هزینه پروازهای کلاس درجه یک بسیار بیشتر از پروازهای معمولی است. این هزینه گاهی دو یا حتی چند برابر پروازهای کلاس اقتصادی (اکونومی) می‌شود. البته خدماتی هم که ارائه می‌شود قابل توجه است. خصوصاً در پروازهای طولانی که خستگی بیشتر است، صندلی‌هایی با فضای بیشتر در کیفیت سفر بسیار تأثیر گذارند. البته این خدمات در شرکت‌های مختلف با یکدیگر فرق دارد. بعضی شرکت‌ها تنها صندلی راحت تری دارند و منوی غذایی آن‌ها متفاوت است اما بعضی دیگر امکاناتی را ارائه می‌دهند.
به گفته یک بلاگر سفر «صندلی‌های کلاس تجاری که امروزه در هواپیماها نصب می‌شود حتی از صندلی‌های درجه یک سابق هم بهتر هستند. در عین حال هواپیمایی‌هایی که همچنان بخش درجه یک را حفظ کرده‌اند، خدماتی رؤیایی مثل تخت دونفره، دوش حمام یا حتی آپارتمان در هواپیما ارائه می‌کنند.»

## در راه‌آهن

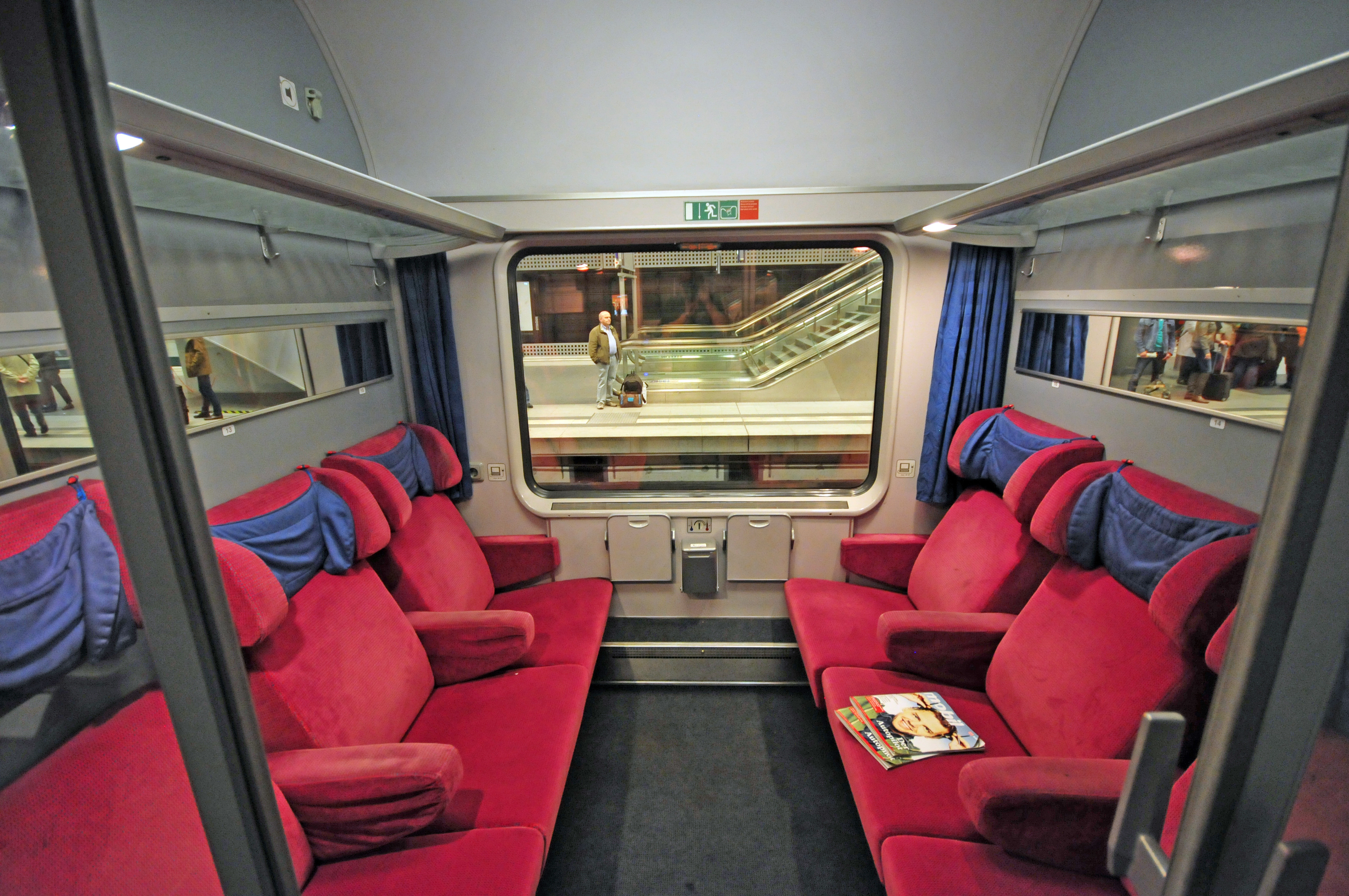
کلاس درجه یک در برلین-ورشو-اکسپرس

خدمات مسافرتی در سطح درجه یک در خدمات ریلی بین شهری رایج است. همچنین این سطح از خدمات مسافری به‌طور فزاینده ای برای سفرهای روزانه در مسافت‌های کوتاه مسافران، به ویژه در زمینه‌های حمل و نقل سریع، رایج شده‌است. ایستگاه‌های قطار در شهرهای بزرگ‌تر نیز ممکن است برای مسافران کلاس درجه یک یا کسانی که وضعیت خاصی در برنامه‌های مسافرتی مکرر خود دارند، سالن‌هایی مشابه با آن‌هایی که در فرودگاه‌ها یافت می‌شوند ارائه دهند.